# Melambrotus papio
Melambrotus papio är en insektsart som beskrevs av Bo Tjeder 1992. Melambrotus papio ingår i släktet Melambrotus och familjen fjärilsländor. Inga underarter finns listade i Catalogue of Life.